# Frea
Frea är ett släkte av skalbaggar. Frea ingår i familjen långhorningar.

## Dottertaxa tillFrea, i alfabetisk ordning[1]
- Frea aedificatoria
- Frea albescens
- Frea albicans
- Frea albolineata
- Frea albomarmorata
- Frea albomarmoratoides
- Frea albovittata
- Frea annulata
- Frea annulicornis
- Frea assimilis
- Frea barbertoni
- Frea basalis
- Frea bimaculata
- Frea bituberculata
- Frea bituberculipennis
- Frea brevicornis
- Frea brunnea
- Frea capensis
- Frea castaneomaculata
- Frea cincta
- Frea circumscripta
- Frea comorensis
- Frea congoana
- Frea conradti
- Frea curta
- Frea flava
- Frea flavicollis
- Frea flavolineata
- Frea flavomaculata
- Frea flavomarmorata
- Frea flavoscapulata
- Frea flavosparsa
- Frea flavovittata
- Frea floccifera
- Frea fulvovestita
- Frea fusca
- Frea girardi
- Frea gnathoenioides
- Frea griseomaculata
- Frea grisescens
- Frea haroldi
- Frea holobrunnea
- Frea humeralis
- Frea humeraloides
- Frea interruptelineata
- Frea irrorata
- Frea ivorensis
- Frea jaguarita
- Frea jaguaritoides
- Frea johannae
- Frea kinduensis
- Frea laevepunctata
- Frea lata
- Frea latevittata
- Frea lineata
- Frea lundbladi
- Frea mabokensis
- Frea maculata
- Frea maculicornis
- Frea marmorata
- Frea marshalli
- Frea mirei
- Frea mniszechii
- Frea nigrohumeralis
- Frea nigrovittata
- Frea nyassana
- Frea paralbicans
- Frea pilosa
- Frea plurifasciculata
- Frea proxima
- Frea puncticollis
- Frea rosacea
- Frea rufina
- Frea schoutedeni
- Frea senilis
- Frea siczac
- Frea similis
- Frea sparsa
- Frea sparsilis
- Frea strandiella
- Frea subcostata
- Frea sublineatoides
- Frea tanganyicae
- Frea taverniersi
- Frea thompsoni
- Frea tuberculata
- Frea unicolor
- Frea unifasciata
- Frea unifuscovittata
- Frea unipunctata
- Frea vadoni
- Frea vagemarmorata
- Frea vermiculata
- Frea viossati
- Frea virgata
- Frea zambesiana